# Labor Management Relations Act
Labor Management Relations Act of 1947 (LMRA, Ustawa regulująca stosunki między pracodawcą a pracownikiem), Ustawa Tafta-Hartleya – jedna z głównych ustaw prawa pracy w Stanach Zjednoczonych, określająca ramy prawne dla funkcjonowania związków zawodowych w tym kraju, wraz z wcześniejszą ustawą NLRA, której postanowienia uzupełniła. Ustawa ograniczyła w dużym stopniu możliwości prowadzenia legalnych strajków i protestów pracowniczych, oraz dopuściła m.in. prawo indywidualnych stanów do zakazywania związkom zawodowym wprowadzania przymusu przynależności do nich dla pracowników objętych nimi zakładów pracy (tzw. right-to-work laws przeciwstawione union security clauses).